# Horisme columbia
Horisme columbia là một loài bướm đêm trong họ Geometridae.